# Цера (Македонска Каменица)
Цера (мкд. Цера) је насеље у Северној Македонији, у источном делу државе. Цера је у саставу општине Македонска Каменица.

## Географија
Цера је смештена у источном делу Северне Македоније. Од најближег града, Делчева, насеље је удаљено 30 km западно.
Насеље Цера се налази у историјској области Пијанец. Насеље се развило високо, на јужним висовима Осоговских планина. Надморска висина насеља је приближно 1.040 метара. 
Месна клима је планинска због знатне надморске висине.

## Становништво
Цера је према последњем попису из 2002. године имала 379 становника.
Претежно становништво у насељу су етнички Македонци (100%).
Већинска вероисповест месног становништва је православље.